# Düsseldorf, Skåne
Düsseldorf, Skåne är en svensk dramafilm från 2024. Filmen är regisserad av Patrik Blomberg Book som även skrivit filmens manus och delar av musik i filmen.
Filmen hade biopremiär i Sverige den 9 februari 2024, utgiven av Lucky Dogs.

## Handling
Året är 1986. Fredrik (Erik Svedberg-Zelman) och Nina (Rebecca Plymholt) är synthare och bor i en liten skånsk by. Fredrik brinner för sin musik och Nina har fotodrömmar. Fredriks synthband ska göra sin första spelning samtidigt som hans föräldrar är på väg att förstöra allt för honom. Under den viktigaste helgen i Fredriks liv ställs allt på sin spets.

## Rollista (i urval)
- Erik Svedberg-Zelman – Fredrik
- Rebecca Plymholt – Nina
- Magnus Schmitz – Bengt
- Karin Lithman – Barbro
- Anna Blomberg – Anita
- Daniel Gustavsson – Krister
- Selma Modéer Wiking – Kim
- Ian Henri – Pelle
- Vesta Blomberg Book – Anna

## Produktion
Filmen är producerad av Nicholas Wakeham, Patrik och Viktoria Blomberg Book för Fat City Pictures, i samproduktion med Film i Skåne, och med stöd av SVT och SFI genom satsningen Moving Sweden.
Filmen spelades in under sommaren 2021 i bland annat Gärsnäs och Smedstorp på Österlen.

### Musik
Musik i filmen är bland annat skapad av Front 242, Visage, Die Doraus & Die Marinas, Twice a man, Portion Control, Page, A;GRUMH, Absolute Body Control, Lustans Lakejer, Ausgang Verboten, Nine Circles, Tredje Mannen och Neon Judgement.